# Pont Vieux (Béziers)
Die Pont vieux (alte Brücke) ist eine erstmals 1134 urkundlich erwähnte Steinbogenbrücke in Béziers (Südfrankreich). Sie war lange Zeit die einzige Brücke, auf der man den Orb überqueren konnte. Die Handelsstraße zwischen der Provence und Toulouse führte über sie. 
Die unterhalb der Kathedrale Saint-Nazaire gelegene, 241,50 m lange Brücke hat 15 ungleiche steinerne Rundbögen, davon queren 7 den Fluss und 8 das gegenüber der Altstadt liegende Hochwasserbett. Die Zeit ihrer ersten Erbauung ist nicht mehr feststellbar. Sie dürfte ursprünglich nur 3,45 m breit gewesen sein wie die inneren Bögen. Aus den Jahren 1341 und 1526 werden größere Reparaturen berichtet. Wohl im 15. Jahrhundert wurde die Brücke auf das heutige Maß von 5,20 m verbreitert, indem man an ihren Seiten etwas größere Steinbögen anfügte. Der zur Verteidigung der Brücke dienende Turm wurde 1768 abgerissen.
Heute führt die Brücke die Avenue du Pont Vieux über den Orb, eine Einbahnstraße mit einer Gewichtsbeschränkung von 2 Tonnen.
Die Brücke ist seit dem 18. Juni 1963 ein Monument historique.